# سیارک ۱۶۰۷۳
سیارک ۱۶۰۷۳ (به انگلیسی: 16073 Gaskin، نامگذاری:1999RK129) شانزده هزار و هفتاد و سومین سیارک کشف شده‌است که در ۹ سپتامبر ۱۹۹۹ کشف شد.
قدر مطلق سیارک برابر ۱۱.۲ است.